# فنسوکسیمید
فنسوکسیمید یک داروی ضد تشنج در کلاس سوکسینیمیدها است.